# 國家諒解運動
國家諒解運動（法語：Mouvement de l'Entente Nationale）是北非國家阿爾及利亞一個小型政黨，該黨曾經在2002年全國人民議會選舉中得到0.2%選票以及1個席位，並於2007年5月17日舉行的全國人民議會選舉進而獲得2.14%選票，因而取得該屆389個議席當中4席。